# Bernex-Onex-Confignon

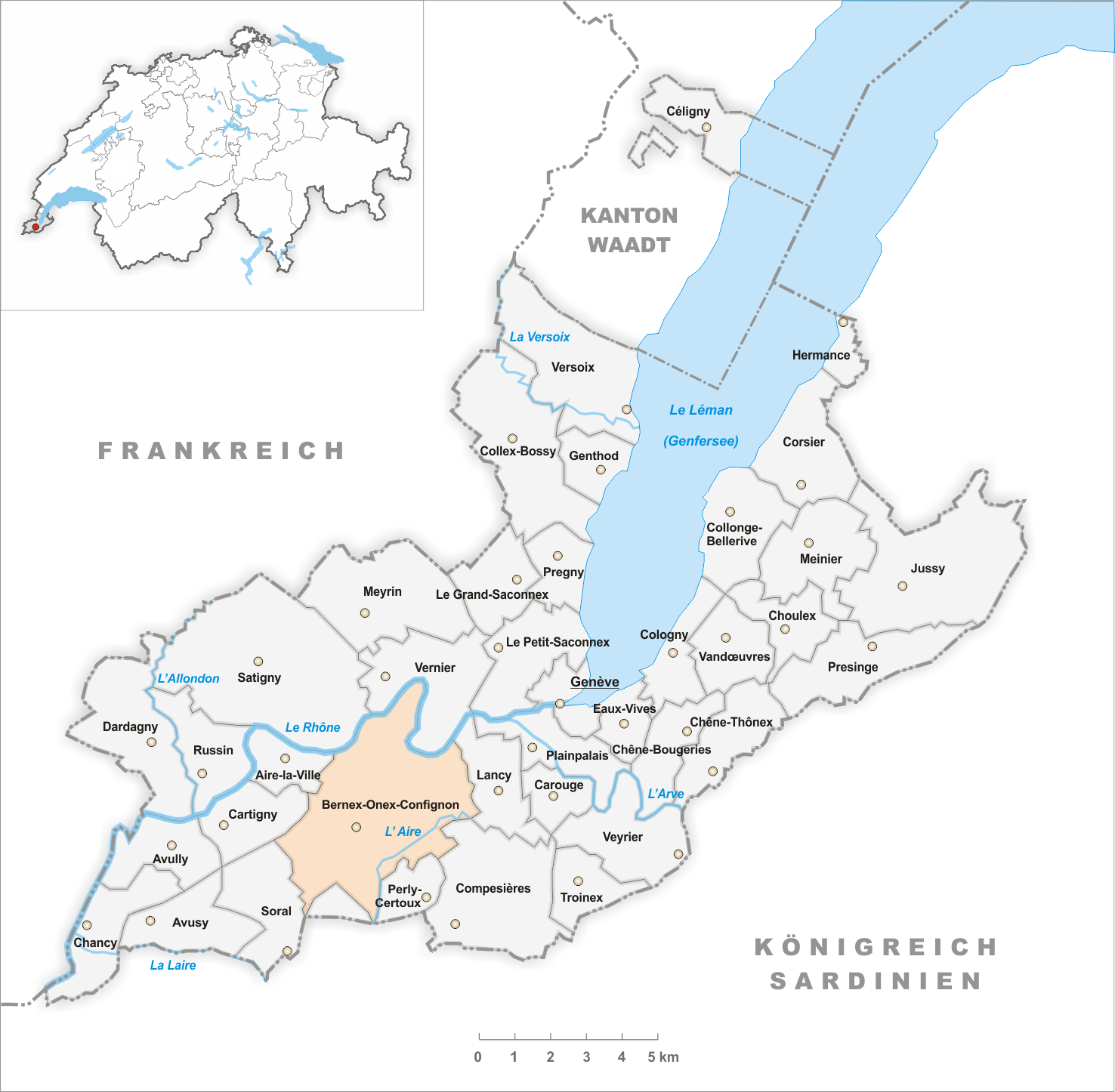
Gemeindestand vor der Trennung am 1. Januar 1850

Bernex-Onex-Confignon war seit 1793, dem Jahr der Übernahme des bisher savoyischen Confignon, eine Grossgemeinde in Frankreich. Im Jahre 1816 wurde sie mit dem am Wiener Kongress ausgehandelten Friedensvertrag dem Kanton Genf in der Schweiz zugeteilt. Sie teilte sich im Jahre 1850 in die neuen Gemeinden Bernex und Onex-Confignon auf. Im darauffolgenden Jahr teilte sich Onex-Confignon in Onex und Confignon.